# 武圖功
武圖功（16世紀—1628年），字言爾，號雲臺，山東兗州府曹州曹縣人，明朝政治人物。

## 生平
武圖功是在萬曆二十八年（1600年）山東鄉試第十八名舉人，萬曆三十二年（1604年）成進士，兵部觀政，次年授滑縣知縣。滑縣蝗災為患，他禱告後蝗蟲都離去，又疏通馬城營一帶低地便利田民。之後轉黃梅知縣，萬曆四十一年（1613年）陞刑部主事、員外郎、郎中。
萬曆四十五年（1617年），武圖功外任辰州知府，當地三千防兵因為缺糧譁變，他曉以大義令士兵服從；四十八年轉任湖廣辰沅道副使、靖州兵備。明熹宗繼位，覲見後晉中憲大夫，改任陝西兵備副使；不久因不逢迎權貴被議落四級，補河間通判，改南京刑部郎中。
熹宗駕崩，他從南京星馳到北京，哭於思善門，回鄉後去世。後來朝廷追復張問達功勞，也追贈武圖功為太僕卿。

## 著作
武圖功擅長詩文，但和公安派相反，堅持擬古、復古，著有《白馬集》、《大石澶詩草》、《黃石三百言》、《黃石五百言》、《五岳遊草》、《五岳詩選》、《明詩鼓吹》、《二酉詩草》等作品。

## 家族
曾祖武邦器。祖父武庭宦。父武譽，儒官。母苗氏，繼母李氏、馬氏。具慶下。弟策功、崇功、试功、懋功、安夏、定夏、寧夏、宗夏。娶黄氏。

## 引用
1. ↑  乾隆《曹州府志·卷十三·選舉》：萬歷二十八年庚子科（舉人）……武圖功 曹縣人
2. ↑  《萬曆三十二年甲辰科進士履歷》：武圖功，雲臺，書四房，癸酉十一月十一日生。曹县人，庚子十八，会二百七十七，三甲一百五十九。兵部政，乙巳授滑县知县，戊申調用，庚戌考察，丁未補黄梅縣，癸丑升刑部主事，丙辰升员外，升郎中，丁巳升辰州知府，庚申升湖廣付使，辛酉調陕西付使，丙寅降河间府通判，本年升刑部主事，丁卯改南刑部，戊辰升郎中。
3. ↑  《明熹宗悊皇帝實錄·卷二》：（泰昌元年十月丙辰）陞湖廣辰州府知府武圖功為本省按察司副使靖州兵備。
4. 1 2  乾隆《曹州府志·卷十五·人物》：武圖功 字言爾，曹縣人，萬歷甲辰進士。初令滑，蝗大起，齊禱，蝗悉出境不為災，又疏通馬城營一帶窪下之，田民享其利。再補黃梅，陞刑部主事，歷員外、郎中，出守辰州；辰五溪舊地邇貴陽、永順間，有防兵三千，一夕缺餉譁，圖功曉以大義，眾為慴服。遷辰沅道，會熹宗踐祚，入覲晉中憲大夫，改陝西兵備副使；時正人多放逐，被議落四級，後補河間，遷刑部郎中，因不附黨，改南刑。熹宗崩，自南都星馳入臨，哭於思善門，旋里尋卒。後張問達疏復三朝舊臣及圖功，贈太僕卿。有四書及詩書兒訓，尤長於詩，時公安派起，海內一變，獨力持開元大歷之說。所著有《白馬集》、《大石澶詩草》、《黃石三百言》、《黃石五百言》、《五岳遊草》、《五岳詩選》、《明詩鼓吹》、《二酉詩草》等集藏於家。
5. ↑  《萬曆三十二年甲辰科进士登科錄》